# بنجامین برتراند
بنجامین برتراند (انگلیسی: Benjamin Bertrand؛ زادهٔ ۲۴ ژوئن ۱۹۹۲) بازیکن فوتبال اهل فرانسه است.